# AKC Almelo
AKC Almelo is een Nederlandse korfbalvereniging uit Almelo in de provincie Overijssel. AKC speelt anno 2023/24 in de zaal Tweede Klasse en op het veld in de Derde Klasse.

## Successen
AKC behaalde het grootste succes in 1973/74, toen de finale om het Nederlands zaalkampioenschap bereikt werd. In de finale was de Amsterdamse club LUTO te sterk met 10-9. In 2007/08 werd AKC in de zaal kampioen van de hoofdklasse, dat gaf recht op een promotie wedstrijd tegen de kampioen van de andere hoofdklasse (TOP uit Sassenheim). TOP won de promotiewedstrijd van AKC en promoveerde naar de Korfbal League. AKC kreeg tegen KV Die Haghe een herkansing en won, waardoor de provincie Overijssel terug was op het hoogste zaalniveau (nadat DOS-WK in 06/07 degradeerde).

## Competitieresultaten

### Veldcompetitie 2000-heden
| 8 |

| 3 |

| 4 |

| 8 |

| 1 |

| 3 |

| 8 |

| 1 |

| 2 |

| 2 |

| 3 |

| 6 |

| 8 |

| 7 |

| 6 |

| 4 |

| 2 |

| 7 |

| 4 |

| 4 |

| * |

| * |

| 8 |

| 8 |

|  |

| Hoofdklasse | Overgangsklasse | 1e klasse | 2e klasse | 3e klasse |

### Zaalcompetitie 2000-heden
| 3 |

| 6 |

| 6 |

| 8 |

| 4 |

| 1 |

| 4 |

| 1 |

| 1 |

| 10 |

| 6 |

| 7 |

| 3 |

| 7 |

| 2 |

| 1 |

| 4 |

| 7 |

| 6 |

| 8 |

| 4 |

|  |

| 4 |

| 8 |

|  |

| Korfbal League | Hoofdklasse | Overgangsklasse | 1e klasse | 2e klasse |